# Demangevelle
Demangevelle ist eine Gemeinde im französischen Département Haute-Saône in der Region Bourgogne-Franche-Comté.

## Geographie
Demangevelle liegt auf einer Höhe von 240 m über dem Meeresspiegel, 15 Kilometer nordöstlich von Jussey und etwa 36 Kilometer nordnordwestlich der Stadt Vesoul (Luftlinie). Das Dorf erstreckt sich im äußersten Norden des Departements, leicht erhöht am südlichen Rand der Talebene des Côney, östlich des Saônetals, am Nordrand der Höhen des Grand Bois.
Die Fläche des 14,62 km² großen Gemeindegebiets umfasst einen Abschnitt in der leicht gewellten Landschaft östlich des oberen Saônetals. Von Nordosten nach Südwesten wird das Gebiet von der Talniederung des Côney durchquert, der für die Entwässerung zur Saône sorgt. Parallel nördlich des Flusses verläuft die Wasserstraße des Canal de l’Est. Die Talaue liegt durchschnittlich auf 225 m und weist eine Breite von rund einem Kilometer auf.
Auf seiner Nordseite wird das Tal von der ausgedehnten Waldung des Bois Barbey (bis 280 m) flankiert. Der Gemeindeboden reicht bis in den Taleinschnitt der Morte-Eau, die bei La Basse-Vaivre in den Côney mündet. Nach Süden erstreckt sich das Gemeindeareal über eine 40 bis 60 m hohe Geländestufe auf das angrenzende Plateau, das im Mittel auf 290 m liegt. Es besteht zur Hauptsache aus Muschelkalk der Trias. An einigen Orten tritt eine Wechsellagerung von sandig-mergeligen und kalkigen Sedimenten zutage, die während der Lias (Unterjura) abgelagert wurden. Das Plateau, das durch mehrere Taleinschnitte kurzer Seitenbäche des Côney untergliedert ist, wird überwiegend landwirtschaftlich genutzt. Gegen Süden steigt es zum bewaldeten Höhenrücken von Bois Lessus, Grand Bois und Drômont an, der die südliche Abgrenzung markiert. Mit 350 m wird am Drômont die höchste Erhebung von Demangevelle erreicht.
Nachbargemeinden von Demangevelle sind Passavant-la-Rochère und La Basse-Vaivre im Norden, Montdoré im Osten, Hurecourt und Ormoy im Süden sowie Corre und Vougécourt im Westen.

## Geschichte
Das Gebiet um Demangevelle war schon sehr früh besiedelt. Die frühesten Zeugnisse der Anwesenheit des Menschen stammen aus dem Neolithikum und der Bronzezeit. Im Bois des Perrières wurde Überreste eines römischen Verkehrsweges entdeckt. Erstmals urkundlich erwähnt wird Demangevelle im Jahr 1150 unter dem Namen Dominica Villa. Aus späterer Zeit ist die Bezeichnung Diemencheville überliefert.
Im Mittelalter gehörte Demangevelle zur Freigrafschaft Burgund und darin zum Gebiet des Bailliage d’Amont. Die lokale Herrschaft hatten die Vicomtes von Vesoul, Herren von Faucogney, inne. Durch eine Schenkung gelangte das Kloster Clairefontaine zu Besitz auf dem Gebiet. Zusammen mit der Franche-Comté gelangte das Dorf mit dem Frieden von Nimwegen 1678 definitiv an Frankreich. Mit der Einweihung der Bahnlinie von Jussey nach Épinal 1886 wurde Demangevelle an das französische Eisenbahnnetz angeschlossen. Der Personenverkehr wurde 1944, der Güterverkehr ab 1951 eingestellt. Mit der Eröffnung der Baumwollspinnerei im Jahr 1911 begann die wirtschaftliche Entwicklung des Dorfes.

## Sehenswürdigkeiten
Die einschiffige Dorfkirche Saint-Remy stammt ursprünglich aus dem frühen 15. Jahrhundert. Von diesem Bau ist der gotische Chor (1411) erhalten, während das Schiff im 19. Jahrhundert neu erbaut wurde. Zur Ausstattung gehören ein Portal im Flamboyantstil, ein reich skulptierter Altar aus dem 17. Jahrhundert und eine Kanzel im Louis-XV-Stil.
Im Dorf befinden sich drei Kalvarienberge aus dem 16. Jahrhundert. Vom ehemaligen Schloss aus dem 13./14. Jahrhundert sind Ruinen erhalten. Der einstige Festsaal der Baumwollspinnerei mit seinem Dekor ist als Monument historique klassiert.

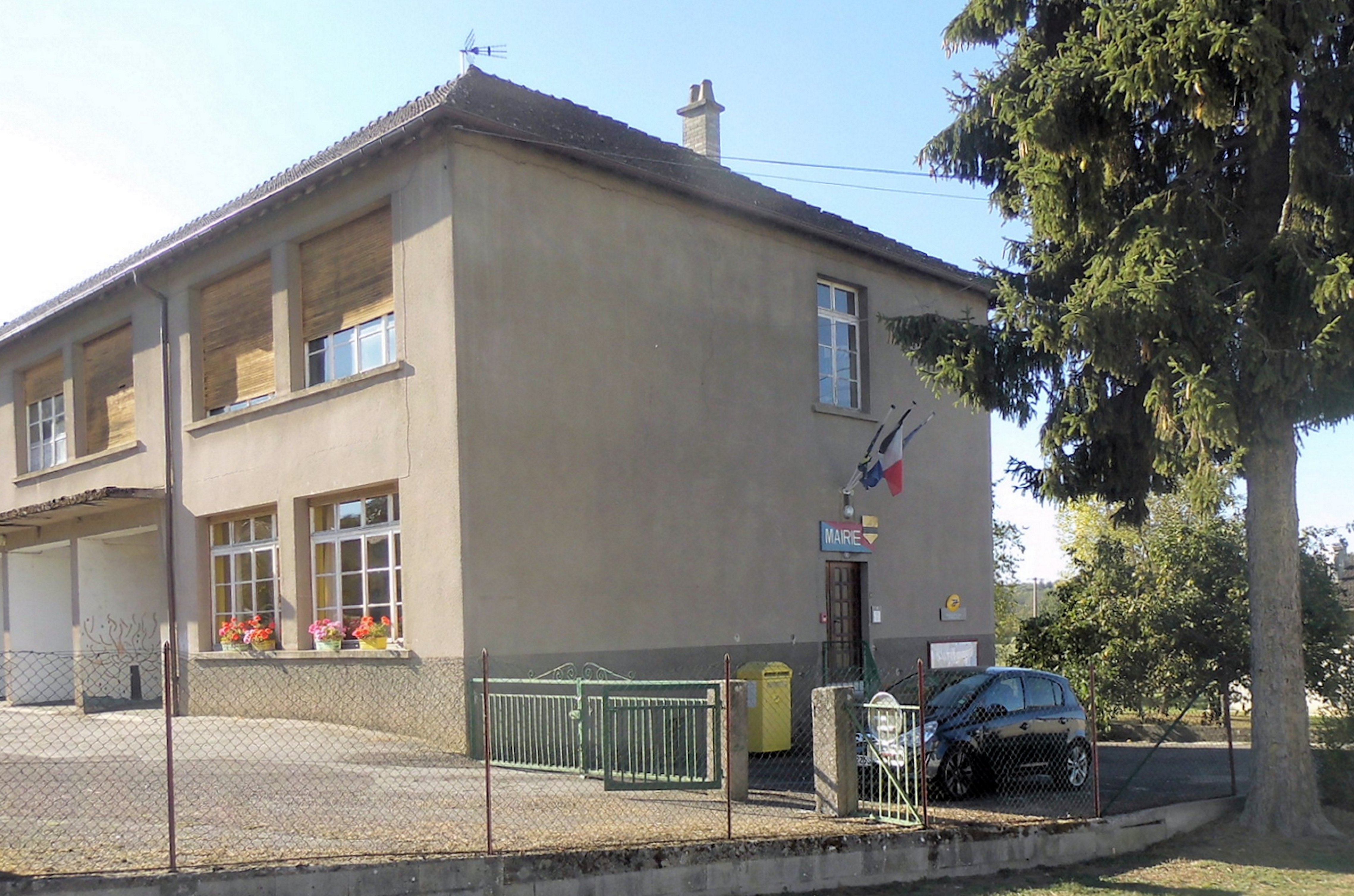
Mairie Demangevelle
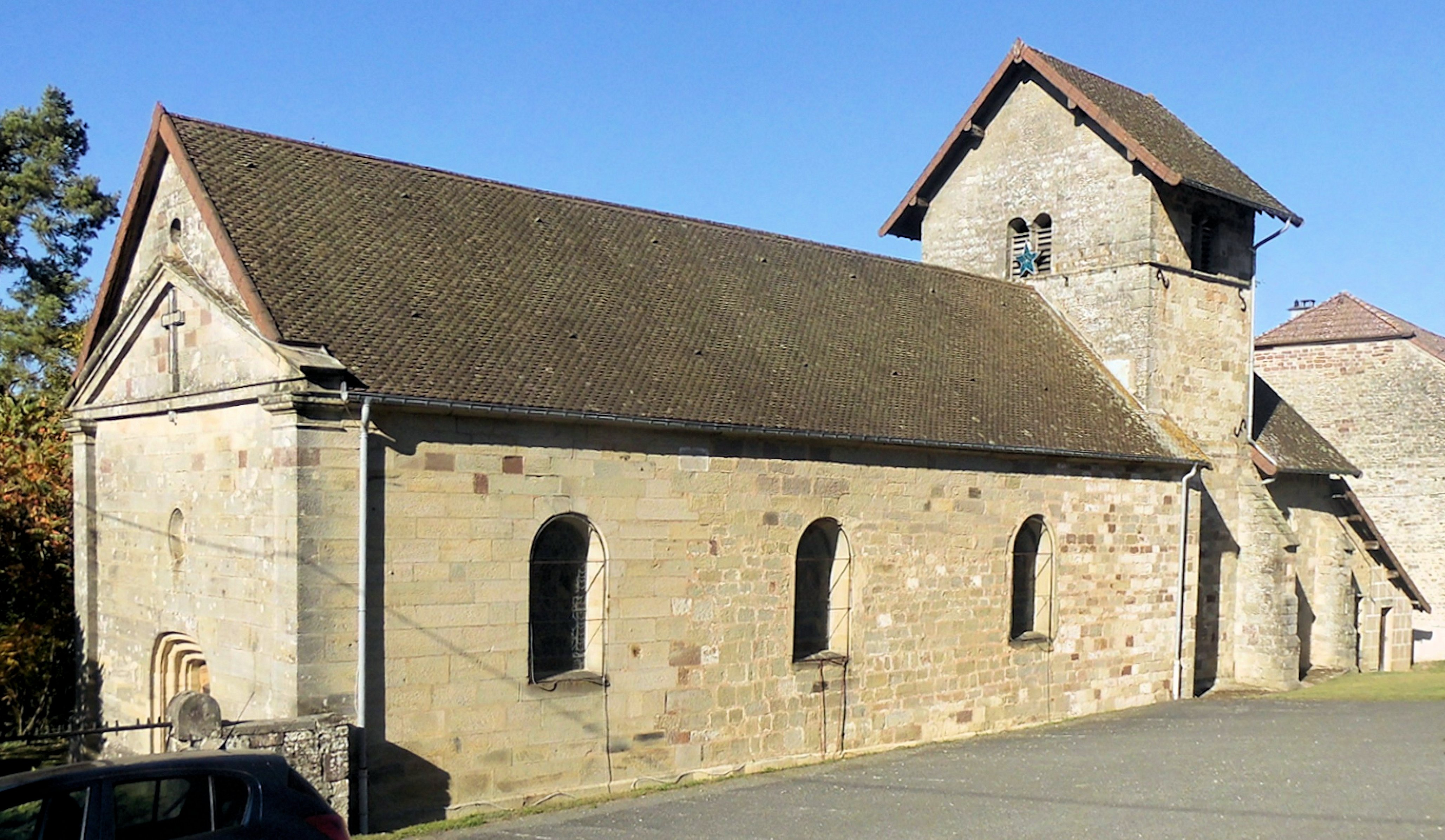
Kirche Saint-Remy
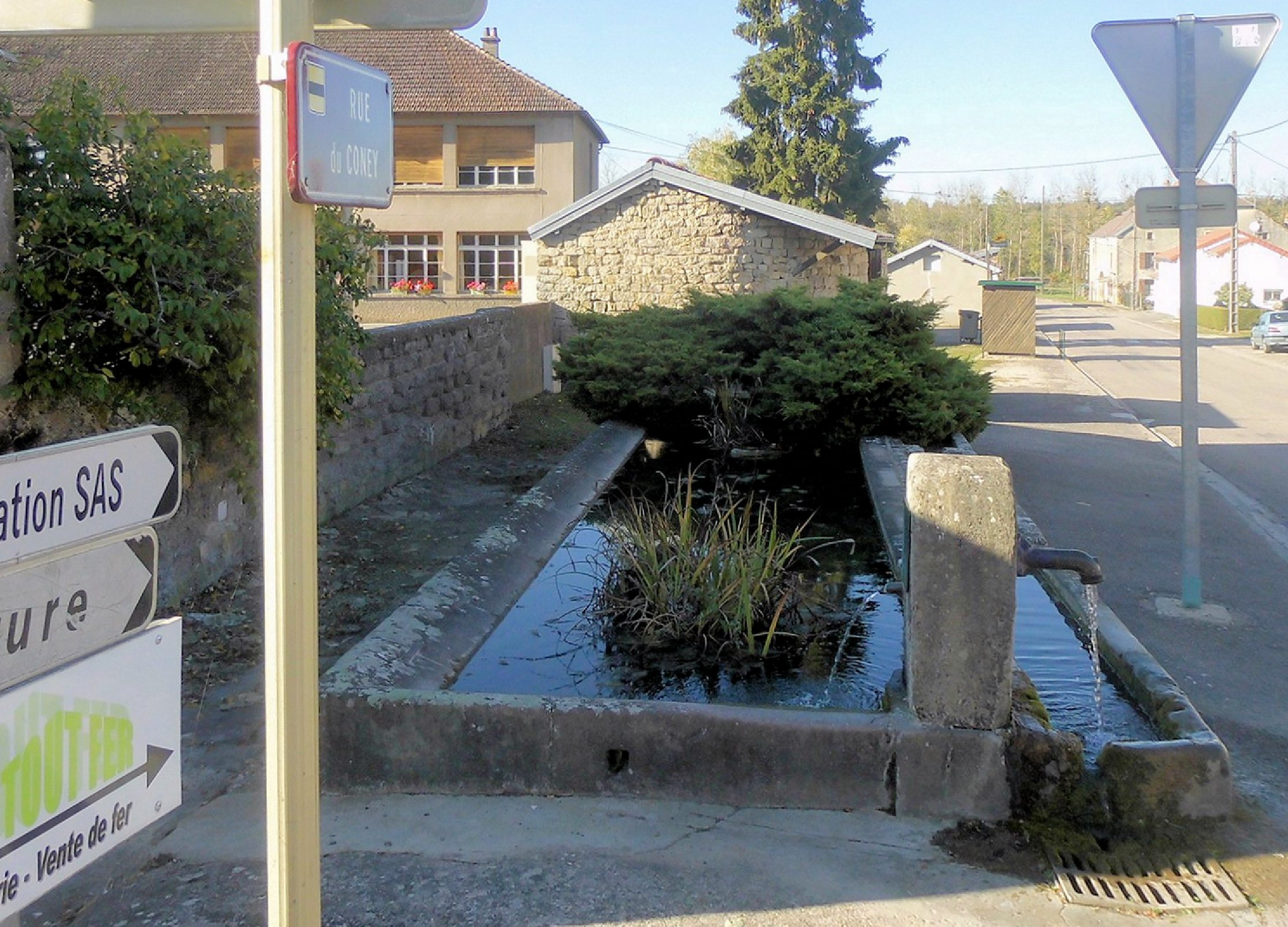
Ehemaliger Waschplatz

## Bevölkerung
| Jahr                       | 1962 | 1968 | 1975 | 1982 | 1990 | 1999 | 2006 | 2018 |
| Einwohner                  | 752  | 630  | 564  | 515  | 423  | 356  | 337  | 276  |
| Quellen: Cassini und INSEE |      |      |      |      |      |      |      |      |

Mit 261 Einwohnern (Stand 1. Januar 2022) gehört Demangevelle zu den kleineren Gemeinden des Départements Haute-Saône. Nachdem sich die Einwohnerzahl nach der Gründung der Baumwollspinnerei 1911 innerhalb kurzer Zeit verdoppelte (1906 wurden 422, 1926 820 Personen gezählt), wurde ab den 1990er Jahren ein kontinuierlicher Bevölkerungsrückgang verzeichnet.

## Wirtschaft und Infrastruktur
Demangevelle war bis zu Beginn des 20. Jahrhunderts ein vorwiegend durch die Landwirtschaft (Ackerbau, Weinbau und Viehzucht) und die Forstwirtschaft geprägtes Dorf. Danach setzte ein rascher wirtschaftlicher Aufschwung mit der Gründung der Baumwollspinnerei ein. Trotz verschiedener Krisen hielt sich die Fabrik und gehört heute zu den modernsten ihrer Art in Europa. Daneben gibt es verschiedene Betriebe des lokalen Kleingewerbes. In den letzten Jahrzehnten hat sich das Dorf zu einer Wohngemeinde gewandelt. Viele Erwerbstätige sind deshalb auch Wegpendler, die in den größeren Ortschaften der Umgebung ihrer Arbeit nachgehen.
Die Ortschaft liegt abseits der größeren Durchgangsachsen an der Hauptstraße D417, die von Luxeuil-les-Bains nach Bourbonne-les-Bains führt. Weitere Straßenverbindungen bestehen mit Vougécourt, La Basse-Vaivre und Hurecourt.